# Neololeba
Neololeba là một chi thực vật có hoa trong họ Hòa thảo (Poaceae).

## Loài
Chi Neololeba gồm các loài: